# Massimo Gattoni
Massimo Gattoni (Pesaro, 21 gennaio 1969) è un ex cestista italiano.

## Carriera
Ha disputato 18 campionati tra Serie A1 e Serie A2, prima di continuare a giocare nelle serie dilettantistiche.